# Rob Dyrdek
Robert Stanley Dyrdek (Kettering, Ohio, 28 juni 1974) is een Amerikaans skateboarder en presentator. Hij is sinds zijn zestiende professional.

## Biografie

### Skateboarder
Gedurende zijn jeugd woonde Dyrdek lange tijd ver weg van de skate- en surfcultuur van Zuid-Californië. Op 12-jarige leeftijd begon hij toch met skaten. Binnen een maand won hij zijn eerste wedstrijd en werd hij het jongste lid van het G&S skateboard team. Dyrdek werd een professioneel skateboarder op 16-jarige leeftijd en was oprichter van het Alien Workshop Skateboardteam.
Dyrdek heeft zijn eigen lijn van skateboardproducten, waaronder eigen skateschoenen van DC Shoes: Dyrdek1. Hij heeft geholpen bij de inrichting en bouw van het Dyrdek/DC Shoe skate park in Kettering, Ohio. Ook was hij betrokken bij de bouw van een indoor skatepark genaamd de TF, oftewel de Training Facility, in San Diego, Californië. Daarnaast was hij oprichter van onder andere Silver Trucks en Reflex Bearings.

### Televisie
Sinds november 2006 is Rob te zien op MTV met zijn show Rob & Big. Ook presenteert hij het programma Ridiculousness waarin hij  internetfilmpjes aan elkaar praat. Het programma begon op 29 augustus 2011. In Rob Dyrdek's Fantasy Factory, dat op MTV en Extreme Sports Channel wordt uitgezonden, heeft Rob een grote loods gekocht waarin hij zijn fantasie de vrije loop laat.